# 早崎治
早崎 治（はやさき おさむ、1933年5月7日 - 1993年11月11日）は、日本の写真家。日本広告写真家協会元会長。

## 生涯
京都府京都市生まれ。立命館中学校・高等学校、立命館大学経済学部卒業。大学在学中は写真部に所属し、写真に熱中し写真雑誌への投稿を始める。卒業後、写真評論家重森弘淹の紹介で広告制作会社「ライトパブリシティ」入社。
1964年東京オリンピックの一連のポスター（1962年、1963年：亀倉雄策と共同製作）が反響を呼び、イタリアで開催されたポスター展でもグランプリを獲得。その後、「早崎スタジオ」を設立。商業広告写真を中心に幅広く活躍した。
1993年11月11日、取材中の転落事故により死去。60歳没。

## 受賞歴・経歴
- 1955年 - 世界学生写真コンテストグランプリ受賞
- 1957年 - 毎日広告賞受賞（公募）
- 1958年 - 全国カレンダー展通産大臣賞受賞。朝日広告賞受賞（公募）
- 1959年 - 全国カレンダー展文部大臣賞受賞
- 1961年 - 日本写真批評家協会新人賞
- 1959～1966年 - 東京ADC賞　2金賞・銀賞・銅賞多数受賞
- 1962年 - 毎日産業デザイン賞受賞（現・毎日デザイン賞）
- 1962年 - 東京オリンピックポスター3部作製作
- 1964年 - イタリアポスター展グランプリ受賞（東京オリンピックポスター）
- 1970年 - 大阪世界万国博覧会　EXPO'70ポスター製作
- 1970年 - ADC年艦　銀賞受賞　(EXPO'70 日本の祭)